# Concert per a oboè núm. 1 (Händel)
El Concert per a oboè núm. 1 en si bemoll major (HWV 301) va ser compost per Georg Friedrich Händel; està escrit per a oboè, orquestra i baix continu. Fou publicat el 1740 en el quart volum de Select Harmony de Walsh. En altres catàlegs de la música de Händel l'obra es referencia com a HG xxi,85; i HHA iv/12,17.
Es considera que aquest concert és una obra primerenca de Händel i, fins i tot l'atribució a Händel ha estat qüestionada per qüestions estilístiques. Una interpretació típica de l'obra dura gairebé vuit minuts.

## Moviments
El concert consta de quatre moviments:
| Moviment | Caràcter  | Notes                   |
| -------- | --------- | ----------------------- |
| 1        | Adagio    |                         |
| 2        | Allegro   |                         |
| 3        | Siciliana |                         |
| 4        | Vivace    | En el ritme d'un minuet |